# Синхронне плавання на Чемпіонаті світу з водних видів спорту 2005
Змагання з синхронного плавання на Чемпіонаті світу з водних видів спорту 2005 відбулися  в Парку Жан Драпо в Монреалі (Канада).

## Таблиця медалей
| Місце              | Країна             | Золото | Срібло | Бронза | Загалом |
| ------------------ | ------------------ | ------ | ------ | ------ | ------- |
| 1                  | Росія (RUS)        | 3      | 1      | 0      | 4       |
| 2                  | Франція (FRA)      | 1      | 0      | 0      | 1       |
| 3                  | Японія (JPN)       | 0      | 2      | 1      | 3       |
| 4                  | Іспанія (ESP)      | 0      | 1      | 3      | 4       |
| Загалом (4 збірні) | Загалом (4 збірні) | 4      | 4      | 4      | 12      |

## Медальний залік
| Дисципліна | Золото | Срібло | Бронза |
| ---------- | --- | --- | --- |
| Соло       | Віржині Дідьє (FRA) 99.001 | Наталія Іщенко (RUS) 98.250 | Хемма Менгуаль (ESP) 97.417 |
| Дует       | Анастасія Давидова (RUS) Анастасія Єрмакова (RUS) 99.084 | Хемма Менгуаль (ESP) Паола Тірадос (ESP) 97.417                                                                                                   | Сахо Харада (JPN) Еміко Судзукі (JPN) 97.334 |
| Група      | Росія (RUS) Марія Громова Наталія Іщенко Ельвіра Хасянова Кужела Ольга Петрівна Ольга Ларкіна Олена Овчинникова Світлана Ромашина Ганна Шоріна 99.334                                       | Японія (JPN) Сахо Харада Наоко Кавасіма Канако Кітао Хіромі Кобаясі Еріка Комура Такако Конісі Аяко Мацумура Еміко Судзукі Масако Татібана 97.834 | Іспанія (ESP) Ракель Корраль Андреа Фуентес Тіна Фуентес Таїс Енрікес Хемма Менгуаль Ірина Родрігес Паола Тірадос Крістіна Віолан 97.750              |
| Комбінація | Росія (RUS) Анастасія Давидова Анастасія Єрмакова Марія Громова Наталія Іщенко Ельвіра Хасянова Кужела Ольга Петрівна Ольга Ларкіна Олена Овчинникова Світлана Ромашина Ганна Шоріна 99.333 | Японія (JPN) Сахо Харада Наоко Кавасіма Канако Кітао Хіромі Кобаясі Еріка Комура Такако Конісі Аяко Мацумура Еміко Судзукі Масако Татібана 97.833 | Іспанія (ESP) Ракель Корраль Андреа Фуентес Тіна Фуентес Таїс Енрікес Хемма Менгуаль Хісела Морон Ірина Родрігес Паола Тірадос Крістіна Віолан 97.167 |